# Knollen-Gerste
Die Knollen-Gerste (Hordeum bulbosum), auch Knollengerste, ist eine Pflanzenart aus der Gattung Gerste (Hordeum) innerhalb der Familie der Süßgräser (Poaceae). Sie erfährt ein besonderes Interesse in der Kreuzung mit der Kulturgerste.

## Beschreibung

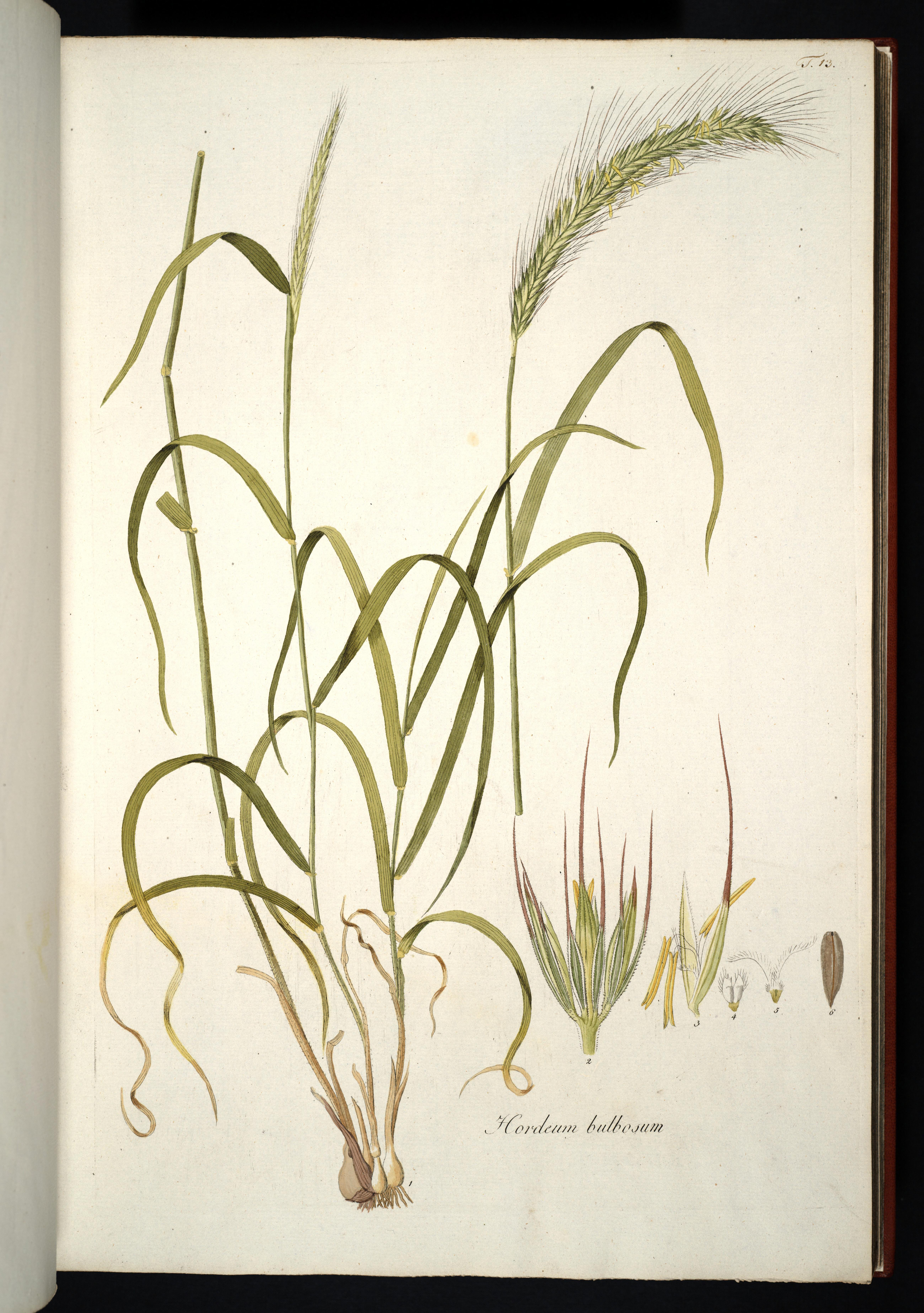
Illustration aus Nikolaus Host: Icones et descriptiones Graminum austriacorum, 1809

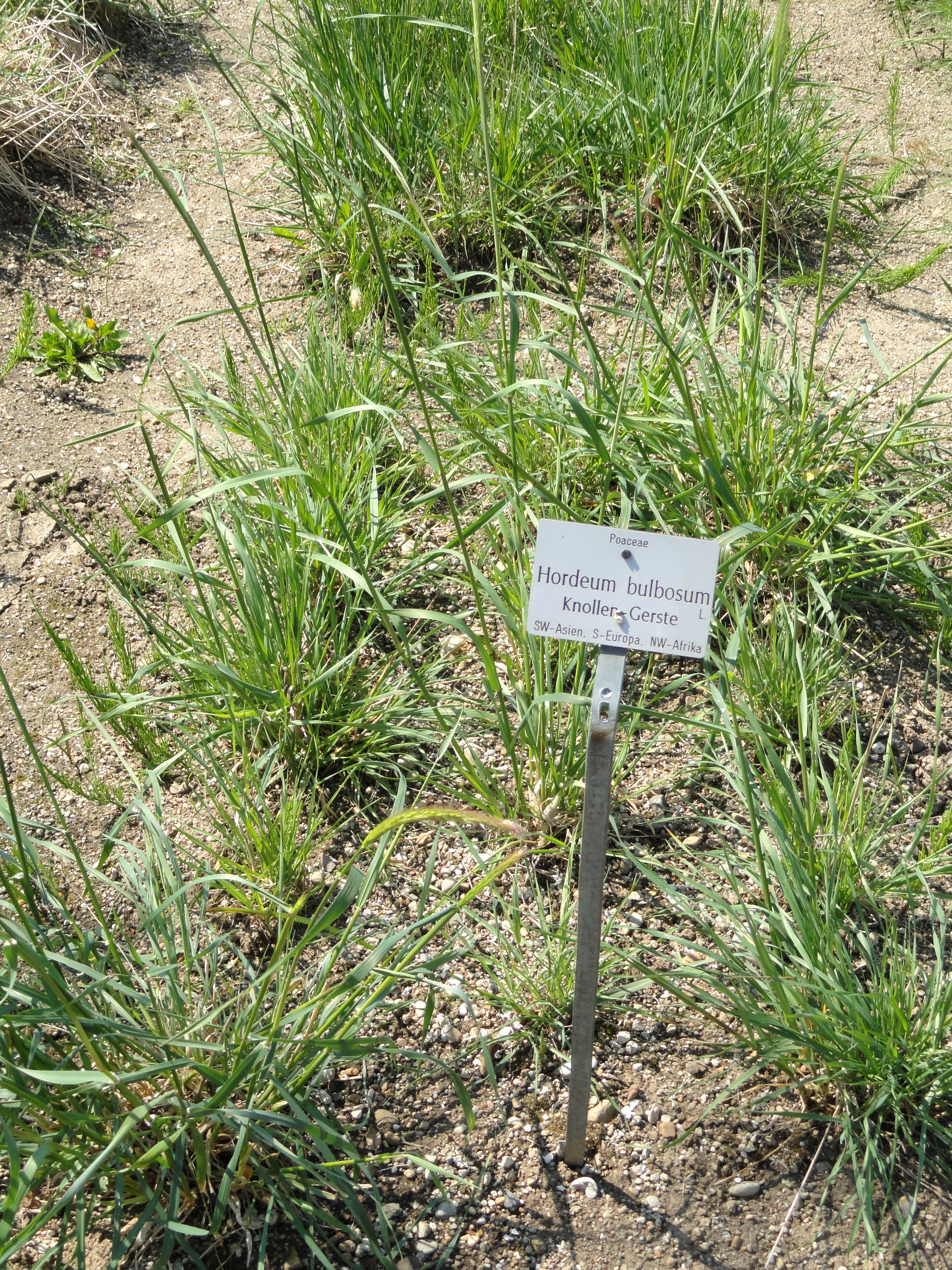
Habitus

Im Aussehen ähnelt die Knollen-Gerste der Kulturgerste.

### Vegetative Merkmale
Die Halme weisen eine Länge von 50 Zentimetern bis 1,30 Metern auf. Die wechselständig angeordneten Laubblätter mit einer Länge von 10 bis 20 Zentimetern und einer Breite von 3 bis 7 Millimetern einfach.

### Generative Merkmale
Ähnlich wie andere Arten der Tribus Triticeae bildet die Knollen-Gerste Ährchen aus. Die zentrale Reihe dieser Ährchen ist fruchtbar, die beiden anderen hingegen nicht. Die Ährchen sind begrannt.
Knollen-Gerste kann sowohl diploid als auch tetraploid auftreten, also einen doppelten oder vierfachen Chromosomensatz besitzen.

## Vorkommen
Die Knollen-Gerste kommt in Südeuropa, Teilen Nordafrikas und vor allem in West- und Zentralasien natürlich vor. Kultiviert wurde sie in Deutschland, Frankreich, Portugal und Kalifornien.
Sie wächst an verschiedenen Standorten, die von Feuchtgebieten über Brachflächen bis zu trockenen Berghängen reichen können. Sie wächst oft auch an Straßenrändern.

## Taxonomie
Die Erstveröffentlichung erfolgte 1756 unter dem Namen (Basionym) Hordeum bulbosum durch Carl von Linné in Centuria II. Plantarum ..., 8, 115. Die Neukombination zu Critesion bulbosum wurde 1984 durch Áskell Löve in Feddes Repertorium, Volume 95, 7–8, Seite 441 veröffentlicht, dieser Name ist allerdings nicht akzeptiert. Es gibt viele weitere Synyome.

## Verwendung
Die Kulturgerste als zweithäufigstes Getreide in Deutschland besitzt eine geringe genetische Vielfalt. Dies erhöht die Gefahr, von Insekten und Pilzen befallen zu werden. Ein Forschungsansatz ist es, die Kulturgerste mit der Knollen-Gerste zu kreuzen, um widerstandsfähigere Pflanzen zu erhalten. Dies wird jedoch erschwert, da die Kulturgerste einen doppelten Chromosomensatz besitzt, die Knollen-Gerste hingegen meistens vier, sodass sich die Saat dieser Kreuzung nicht vermehren ließe. Dies lässt sich mit Mutagenen wie Colchizin umgehen.